# Nationaal park Nahuel Huapi
Nationaal park Nahuel Huapi is het oudste nationale park in Patagonië in de uitlopers van het Andesgebergte in Argentinië. Het werd opgericht in 1934, maar het hart wordt gevormd door het gebied dat Perito Moreno in 1903 aan de federale regering schonk.
Het park is ongeveer 7050 km² groot en ligt in het zuidwesten van de provincies Neuquén en in het noordwesten in Río Negro grenzend aan Chili. De grootste stad in het park en een basis voor het toerisme is San Carlos de Bariloche. Ook Villa La Angostura ligt binnen het park.
Er zijn vele meren in het park, zoals Nahuel Huapi-meer, Lago Mascardi, Lago Gutierrez, Lago Traful, Lago Moreno en Lago Guillelmo. Het gebied staat bekend als het Argentijnse Lake District. Lago Nahuel Huapi bevat verschillende eilanden zoals Isla Huemul. Het Quetrihué schiereiland in het noorden van het meer is een afzonderlijk nationale park, Nationaal park Los Arrayanes. De berg Cerro Catedral is 2388 m hoog en een belangrijk skigebied. Cerro Tronador, over de Chileense grens, is de hoogste berg in het park met 3491 m. In het noorden grenst het aan het Nationaal park Lanín en in het westen aan het Chileense Nationaal park Puyehue.
Het park heeft een rijke flora met vele biotopen. De hoogte varieert van 700 tot 3000 m. De neerslag varieert van de regenwouden met 4000 mm/jaar op de westelijke hellingen tot de steppen met minder dan 300 mm/jaar in het oosten. De Patagonische cipres is een langzaam groeiende conifeer in het park. Andere plantensoorten zijn onder andere de Arrayanes, coihues, varens, de cana colihue riet, lengas, ñires, amancayes en arvejillas. De llao llao schimmel veroorzaakt een onregelmatige groei van de bomen en is het symbool van het gebied. Dieren zijn onder andere otters, huemuls, poedoes, guanaco, maras, parkieten en Andescondors.
Enkele bergen zijn Cerro Catedral, Cerro Vie Lopez en Cerro Otto.